# 帕坦卡山
14°00′32″S 71°09′06″W / 14.00889°S 71.15167°W
帕坦卡山（Phatanka），是秘魯的山峰，位於該國南部庫斯科大區，由坎奇斯省的切卡庫佩區負責管轄，屬於安地斯山脈的一部分，海拔高度約5,200米。